# Marko Kantele
Marko Kantele (Mäntyharju, 1968. augusztus 24. –) finn dartsjátékos. 1996-tól 2008-ig a British Darts Organisation, majd 2008-tól a Professional Darts Corporation tagja.

## Pályafutása

### BDO
Kantele 1997-ben debütált a World Masters tornán, amelyen a második körig sikerült eljutnia. Ezután csak öt évvel később vehetett újra részt ezen a tornán, amelyen ismét a második körig sikerült eljutni. A következő évben már a legjobb 16-ig jutott, ahol Martin Atkins ellen esett ki.
Első BDO-világbajnokságára 2005-ben került sor, ahol az első körben legyőzte Tony O'Shea-t, majd a második körben vereséget szenvedett az ausztrál Simon Whitlock ellen. A következő vb-re már nem sikerült kvalifikálnia magát.

### PDC
2006-tól már a PDC tagja volt, de világbajnokságon először csak 2009-ben vehetett részt, melyet a finn kvalifikációs torna megnyerésével érdemelt ki. A világbajnokságot a selejtezőben kezdte, ahol a fülöp-szigeteki Lourence Ilagant 5–2-re legyőzte, így továbbjutott az első fordulóba. Az első körben az angol Ronnie Baxter ellen már nem sikerült győznie és 3–1-re alulmaradt ellenfele ellen.
Következő PDC-vb-je a 2018-as volt, ahol szintén az első körben kiesett, ezúttal a skót John Henderson ellen.

## Világbajnoki szereplései

### BDO
- 2005: Második kör (vereség  Simon Whitlock ellen 1–3)

### PDC
- 2009: Első kör (vereség  Ronnie Baxter ellen 1–3)
- 2018: Első kör (vereség  John Henderson ellen 0–3)
- 2020: Első kör (vereség  William O'Connor ellen 0–3)
- 2021: Első kör (vereség  John Henderson ellen 2–3)
- 2024: Első kör (vereség  Radek Szaganski ellen 2–3)

## Tornagyőzelmei
| - PDC Euopean Tour Nordic and Baltic Qualifier: 2017 (x2), 2018 (x2), 2022 - PDC World Qualifier: 2008 | SDC Pro Tour - SDC Finland: 2015 - SDC Sweden: 2014 PDCNB Tour - PDCNB Denmark: 2023 - PDCNB Finland: 2017, 2018, 2023 - PDCNB Iceland: 2019, 2021, 2023 - PDCNB Latvia: 2022, 2024 - PDCNB Norway: 2017 - PDCNB Sweden: 2018, 2023 | - Irish Open: 2024 |